# Главное управление Генерального штаба ВС РФ
Гла́вное управле́ние Генера́льного шта́ба Вооружённых сил Росси́йской Федера́ции (ГУ ГШ ВС РФ) — орган внешней разведки Министерства обороны Российской Федерации и центральный орган военной разведки Вооружённых сил Российской Федерации, более известный под своим прежним наименованием — Гла́вное разве́дывательное управле́ние (ГРУ).

## История
Главное управление Генерального штаба было образовано в 2010 году в результате переименования из Главного разведывательного управления Генерального штаба Вооружённых сил Российской Федерации. Оно возникло после распада СССР, когда 7 мая 1992 года был подписан международный договор об окончательном разделении остатков Вооружённых сил СССР и указ Президента Российской Федерации о создании Вооружённых сил Российской Федерации.
Есть данные, что ещё в 1990-х годах Главное разведывательное управление называлось Главным управлением.
Главному разведывательному управлению Генерального штаба Вооружённых Сил Российской Федерации достались все учреждения и формирования специального назначения на территории России, которые ранее входили в структуру Главного разведывательного управления Генерального штаба ВС СССР.
2 ноября 2018 года президент Владимир Путин в честь 100-летия образования ГРУ предложил восстановить название «Главное разведывательное управление». Однако этого не было сделано. Хотя нынешнее название управления не сокращается как ГРУ, эта аббревиатура по-прежнему используется для обозначения российской военной разведки, в том числе за рубежом.
Профессиональный праздник — День военного разведчика. Отмечается 5 ноября.

## Подчинение и цели
Является исполнительным органом и органом военного управления других военных организаций (Минобороны России и Генеральный штаб Вооружённых сил Российской Федерации); в свою очередь имеет исполнительные органы в составе органов военного управления, иных органов и подведомственных организаций; является государственным учреждением, милитаризованным формальным социальным некоммерческим образованием, осуществляющим функции в области обороны и разведки. Возглавляется начальником ГУ.
Начальник ГУ подчиняется начальнику Генерального штаба Вооружённых сил Российской Федерации и министру обороны Российской Федерации, управление и его структуры занимаются разведкой в интересах Вооружённых сил Российской Федерации, в том числе агентурной, космической, радиоэлектронной и другими.
Структура, численность и финансирование ГУ относятся к сведениям, составляющим государственную тайну. Однако, из сформулированных перед ГУ задач следует, что основными структурными единицами ГУ являются разведывательные управления, в частности, Управление оперативной разведки (сокращённо Разведывательное управление, РУ).
Целями разведывательной деятельности ГУ является:
- обеспечение президента Российской Федерации, Федерального собрания Российской Федерации, правительства Российской Федерации, министра обороны Российской Федерации, начальника Генерального штаба Вооружённых сил Российской Федерации, Совета безопасности Российской Федерации разведывательной информацией, необходимой им для принятия решений в политической, экономической, оборонной, научно-технической и экологической областях;
- обеспечение условий, способствующих успешной реализации политики Российской Федерации в сфере обороны и безопасности;
- содействие экономическому развитию, научно-техническому прогрессу страны и военно-техническому обеспечению безопасности Российской Федерации.

## Структура Главного управления
На протяжении истории своего существования структура ГУ пережила несколько переформирований. По имеющимся в открытых источниках данным, структура Главного управления представляет собой 13 основных управлений и 8 вспомогательных отделов и управлений.

### Управления
- Первое Управление — страны Европейского содружества
- Второе Управление — страны Северной и Южной Америки, Великобритания, Австралия, Новая Зеландия
- Третье Управление — страны Азии
- Четвёртое Управление — страны Африки
- Пятое Управление — управление оперативной разведки
- Шестое Управление — управление радиотехнической разведки (ОсНаз)
- Седьмое Управление — НАТО
- Восьмое Управление — управление специального назначения
- Девятое Управление — управление военных технологий
- Десятое Управление — управление военной экономики
- Одиннадцатое Управление — управление стратегических доктрин и вооружения
- Управление Двенадцать-бис — информационная война
- Управление космической разведки
- Управление кадров
- Оперативно-техническое управление
- Административно-техническое управление
- Управление внешних отношений
- Архивный отдел
- Информационная служба

### Учебные заведения и подготовка офицеров
Офицеров для диверсионного (СпН) управления готовят в Рязанском высшем воздушно-десантном командном училище по специальностям «применение подразделений специальной разведки» и «применение специальных подразделений».
Офицеров для шестого управления (ОсНаз) готовят в Военном университете радиоэлектроники (г. Череповец).
Кроме того, имеется ряд учебных центров.
Офицеров большинства управлений, в том числе и агентурной разведки, готовят в Военной академии Министерства обороны Российской Федерации. Подготовка осуществляется на трёх основных факультетах:
- Факультет стратегической агентурной разведки;
- Факультет агентурно-оперативной разведки;
- Факультет оперативно-тактической разведки.

Поступление возможно только для офицеров со знанием одного или нескольких иностранных языков, а также при соответствии определённым требованиям. При Академии работают адъюнктура и Высшие академические курсы.
В Военной академии Генерального штаба ВС РФ действует кафедра разведки, в Общевойсковой академии ВС РФ — кафедра разведки и иностранных армий.
В структуру Главного управления также входят два научно-исследовательских института, расположенные в Москве, известные как 6-й и 18-й Центральные научно-исследовательские институты.

## Диверсионные части и соединения

### История
Предтечей формирований специального назначения следует считать украинных сторожевых казаков. В 1571 году царь Иван IV утвердил «Боярский приговор о станичной и сторожевой службе» «на Поле», в котором сторожевым казакам были поручены разведывательно-диверсионные задачи — обнаруживать неприятельские отряды (крымских и ногайских татар, «воровских» людей) и сообщать о том в ближайшие крепости, «имать» «языков», скрытно прослеживать путь обнаруженного отряда, устранять вражеские дозоры и начальников. Сторожевые казаки обладали отменным здоровьем и физической силой, хватким умом, быстрой реакцией, умели маскироваться на любой местности, в совершенстве владели приемами рукопашного боя, холодным и огнестрельным оружием своего времени. При этом они должны были постоянно поддерживать себя в хорошей физической форме. Управлялись они своими отдельными «головами» и атаманами. За свою службу они получали гораздо большее, по сравнению с обычными городовыми казаками, денежное содержание, а нередко чин детей боярских Украинного разряда (соответствует младшему офицерскому составу) и земельные наделы. За утраченные или испорченные во время несения службы оружие, снаряжение, одежду и даже лошадей убытки сторожевому казаку возмещала казна. Отбор в сторожевые казаки был очень тщательным, туда «верстали» в основном потомков служилых людей, запорожских («черкас») и донских казаков и перешедших в православие ляхов (поляков). Крепостных и холопов в сторожевые казаки не брали.
Первые части особого назначения в русской армии были созданы 31 мая 1916 года, когда в Бабиничах под Витебском была сформирована Отдельная морская бригада особого назначения (ОМБОН) в составе Минного и Артиллерийского полков особого назначения и Речной флотилии особого назначения. Они были укомплектованы морскими офицерами и принимали участие в боевых действиях на Западном фронте до начала 1918 года, после чего были расформированы.
Русским теоретиком и автором самой идеологии и концепции применения специальных сил вероятно можно считать М. С. Свечникова, который успел передать многие свои идеи слушателям военных академий, последователям и сторонникам. Практическая реализация и реальная проверка идей вероятно начата И. Г. Стариновым, им организовано первое боевое применение во время гражданской войны в Испании. Вероятно, имелся плодотворный идейный обмен между Свечниковым М. С. и Стариновым И. Г. во время учёбы последнего в Академии.

Организация Вооружённых сил трудящихся есть Рабоче-Крестьянская Красная Армия Союза ССР.

Рабоче-Крестьянская Красная Армия разделяется на сухопутные, морские и воздушные силы.

В состав Рабоче-Крестьянской Красной Армии входят также войска специального назначения: войска Объединённого Государственного Политического управления и Конвойные войска.— Статья 2. Раздел I Закона Союза ССР «Об обязательной военной службе», Утверждён ЦИК Союза ССР, СНК Союза ССР, 13 августа 1930 года, № 42/253б
24 октября 1950 года была подписана Директива Военного министра СССР № ОРГ/2/395/832 с грифом «Секретно». Она положила начало созданию подразделений специального назначения (СпН) (глубинная разведка или разведка специального назначения) для действий в самом глубоком тылу противника. Осенью того же года во всех военных округах было создано 46 отдельных рот СпН по 120 человек каждая (части). Позднее были созданы соединения СпН (по бригаде на каждый военный округ или флот и бригада центрального подчинения). Если страны НАТО начнут военные действия против СССР, первыми на защиту выступят подразделения частей и соединений СпН. Группы разведчиков должны были появиться в непосредственной близости от командных пунктов и других стратегических объектов вооружённых сил. В их задачу входило: вести разведку, а в случае необходимости уничтожить пункты управления, ракетные установки, самолёты стратегической авиации, атомные подводные лодки, нарушить связь, энергоснабжение, разрушать транспортные коммуникации, сеять панику и вносить хаос в военное и государственное управление стран-агрессоров. Подразделения частей и соединений СпН ГРУ сыграли огромную роль в афганской войне, в Таджикистане и в войне на территории Чеченской республики. После распада СССР в подчинение ГРУ ГШ России перешли все формирования специальной разведки, дислоцированные на её территории.
Раздел формирований специальной разведки между государствами СНГ происходил по одинаковой схеме: бригады и отдельные роты специального назначения переходили в состав вооружённых сил государств СНГ по месту дислокации.
Исключения коснулись лишь формирований, дислоцированных в Прибалтике и в Закавказье.
Прибалтийские государства отказались от претензий на формирования ВС СССР, в связи с чем дислоцированная в Эстонии 4-я отдельная бригада специального назначения была расформирована на месте до 1 октября 1992 года.
В Закавказье сложилась иная ситуация: в связи с начавшейся Первой карабахской войной, грузино-абхазской войной и югоосетинским конфликтом, руководство ВС России отказало в передаче под юрисдикцию закавказских государств 12-й и 22-й отдельных бригад и 797-й отдельной роты. 797-я рота в составе ГРВЗ была расформирована в пункте дислокации в Ереване. Бригады были выведены на территорию России: 22-я бригада до 19 июля 1992 года из окрестностей Баку в Ростовскую область, 12-я бригада до 3 сентября 1992 года из г. Лагодехи в Свердловскую область.
В 2023 году в ходе вторжения России в Украину в сообщениях разведки США из утечки Пентагона указывалось, что 346 бригада спецназа ГРУ была практически уничтожена в боях с Украиной - в строю из расчета 900 человек осталось 125 бойцов.

### Формирования сухопутного спецназа ГРУ
- 2-я отдельная гвардейская бригада специального назначения — Западный военный округ (г. Псков).

2-я бригада специального назначения сформирована на основании директив Генерального штаба Вооружённых Сил СССР и командующего войсками Ленинградского военного округа в период с 17 сентября 1962 года по март 1963 года.
В 11 июле 2022 года присвоено почётное наименование «гвардейская».
- 3-я отдельная гвардейская бригада специального назначения — Центральный военный округ. (г. Тольятти).

Сформирована в 1966 году директивой Главнокомандующего Группой советских войск в Германии на фондах 26-го отдельного батальона специального назначения в гарнизоне Вердер с участием кадров 27-го отдельного батальона СпН Северной группы войск, 48-го и 166-го отдельных разведывательных батальонов.
- 10-я отдельная гвардейская бригада специального назначения — Южный военный округ (посёлок Молькино, Краснодарский край).

Была сформирована в СКВО (ЮВО) в мае 2003 года. Не путать с 10-й обрспн, отошедшей при разделе ВС СССР в состав вооружённых сил Украины. С 27 марта 2023 года присвоено почётное наименование «гвардейская».
- 14-я отдельная гвардейская бригада специального назначения — Восточный военный округ (г. Хабаровск).

Сформирована 1 декабря 1963 года Свыше 200 офицеров, сержантов и солдат участвовали в боевых действиях в Афганистане в составе отрядов специального назначения. Погибли 12 офицеров, 36 сержантов и солдат. С января по апрель 1995 года сводный отряд СпН принимал участие в войне в Чечне.
- 16-я отдельная гвардейская бригада специального назначения — Западный военный округ (г. Тамбов).

Сформирована 1 января 1963 год Московский военный округ. В 1972 году бригада выполняла правительственное задание по ликвидации пожаров на территории Московской, Рязанской, Владимирской и Горьковской областей. За выполнение этого задания награждена Почётной грамотой Президиума Верховного Совета РСФСР.
- 22-я отдельная гвардейская бригада специального назначения — Южный военный округ (г. Батайск и п. Степной, Ростовская область).

Сформирована 21 июля 1976 года приказом командующего войсками Среднеазиатского военного округа в г. Капчагай Казахской ССР. В марте 1985 года соединение было передислоцировано в г. Лашкаргах Республики Афганистан и принимало участие в афганской войне. Является первым воинским формированием, получившим гвардейское наименование после Великой Отечественной войны. В 1989—1992 годах соединение дислоцировалось в Азербайджане. В июне 1992 года соединение было передислоцировано на территорию Российской Федерации и включено в состав войск Северо-Кавказского военного округа. С ноября 1992 года по август 1994 года оперативная группа соединения привлекалась для поддержания режима чрезвычайного положения и разъединения сторон в Осетино-ингушском межнациональном конфликте. С 1 декабря 1994 года оперативная группа соединения участвовала в боевых действиях на территории Чеченской Республики.
- 24-я отдельная гвардейская бригада специального назначения — Центральный военный округ (г. Новосибирск).

Сформирована 1 ноября 1977 года на базе 806-й отдельной роты специального назначения.
- 25-й отдельный гвардейский полк специального назначения — Южный военный округ (г. Ставрополь).

С 27 марта 2023 года присвоено почётное наименование «гвардейский».
- 346-я отдельная гвардейская бригада специального назначения — Южный военный округ (г. Прохладный, Кабардино-Балкария).

С 27 марта 2023 года присвоено почётное наименование «гвардейская».
Формирования морского спецназа ГРУ
- 389-й разведывательный пункт специального назначения (остров Русский, бухта Джигит, вблизи г. Владивосток, Тихоокеанский флот), бывший 42-й отдельный морской разведывательный пункт специального назначения.
- 420-й разведывательный пункт специального назначения (п. Зверосовхоз, вблизи г. Колы, Северный флот)
- 388-й разведывательный пункт специального назначения (г. Севастополь, Черноморский флот. в/ч 43071), бывший 431-й морской разведывательный пункт (г. Туапсе, Черноморский флот), передислоцированный в г. Севастополь того же флота
- 561-й разведывательный пункт специального назначения (п. Парусное, вблизи г. Балтийск, Калининградская область, Балтийский флот)

### Численность частей и соединений
По различным источникам численность частей и соединений специального назначения в настоящее время составляет 6000—15 000 человек.
Помимо частей и соединений специального назначения в подчинении ГУ находятся общевойсковые формирования численностью около 25 тыс. человек.
В настоящее время части спецназа — СпН ГУ ГШ ВС РФ — состоят из 8 отдельных бригад специального назначения и нескольких морских разведывательных пунктов ГУ общей численностью до 10 тыс. военнослужащих.

## Штаб-квартира
Ранее штаб-квартира Главного Управления расположена была в Москве в районе Ходынского поля, на Хорошёвском шоссе, дом № 76, немного в глубине квартала. Строительство штаб-квартиры, представляющей собой комплекс сооружений общей площадью около 70 тыс. м², внутри которого имеются ситуационный центр, командный пункт, спортивный комплекс и плавательный бассейн, было завершено осенью 2006 года. Новая штаб-квартира находится на улице Гризодубовой в Москве. Стоимость строительства составила 9,5 млрд руб.
Буквально в 100 метрах севернее нового здания находится и старое здание, имевшее прозвище Аквариум.

## Операции, методы, цели оперативной работы
По оценке министра обороны РФ Сергея Шойгу, система российской военной разведки в 2011—2015 годах, под началом генерал-полковника Игоря Сергуна, работала эффективно, «своевременно вскрывала новые вызовы и угрозы безопасности Российской Федерации». Военная разведка участвовала в планировании и осуществлении аннексии Крыма в феврале-марте 2014 года. В эти же годы проведена реорганизация военной разведки, успешной и результативной президентом России признана деятельность военной спецслужбы по поиску и сбору оперативной информации о новых и секретных вооружениях и военной технике, разработанной в других государствах.
С середины лета 2015 года военная разведка вместе с коллективом Главного управления Генштаба планировала военно-воздушную операцию России в Сирии. В ноябре 2015 года, согласно данным Financial Times и натовской разведки, руководитель ГУ ГШ по поручению Владимира Путина конфиденциально посетил Дамаск, где передал сирийскому лидеру Башару Асаду послание от президента России с предложением в интересах внутринационального согласия обдумать возможность уйти в отставку. В структурах ГУ подготовлен открытый доклад на состоявшейся осенью 2015 года в Москве «Международной конференции по Афганистану», где проанализированы цели и вербовочная активность «Исламского государства» в центральноазиатском регионе.
Одной из главных функций Главного управления является предоставление данных космической, радиоэлектронной и агентурной разведки высшему руководству России.
Главное управление использует для поиска секретной информации высокотехнологичные кибер-методы съёма данных. В январе 2016 года германский журнал Spiegel со ссылкой на источники в немецкой разведке утверждал, что хакерская атака на бундестаг в начале 2015 года была связана с российской военной разведкой. Аналогичные действия хакеров имели место и в других странах НАТО. Расследование в Германии показало, что хакерскую атаку организовали группы компьютерных взломщиков Sofacy и APT28, — по данным немецких спецслужб, они финансируются из российского бюджета.
Агентство Bloomberg указывало, что сотрудники российских спецслужб используют такую маскировку в киберпространстве, которую не в состоянии раскрыть даже Агентство национальной безопасности США. Уровень компетентности российских специалистов так высок, что их присутствие можно выявить лишь в том случае, если те сами этого захотят, отмечал вице-президент компании Fidelis Cybersecurity Майк Буратовски. Хакерская группировка APT28 упоминалась прессой в апреле 2015 года в связи с попыткой получить информацию о переговорах США и их союзников по поводу санкций против России. В мае того же года APT28 подозревалась в организации кибератаки на западные банки. На счету группировки APT28 — проникновение в компьютерные сети Белого дома и Госдепартамента.
Британские и американские источники в январе 2016 года опубликовали главные текущие цели разведывательных структур России (ГУ и СВР). К актуальным целям они, в частности, отнесли тайное финансирование российскими разведчиками европейских партий и фондов с целью «подрыва политической целостности» Евросоюза, внесения разногласий между членами ЕС по вопросу о санкциях против России, негативного влияния на евро-атлантическую солидарность НАТО, блокирования процесса развёртывания систем противоракетной обороны США в Европе и создания условий для энергетической монополии России. Среди ультраправых партий Европы, попавших под подозрение в тайном сотрудничестве и финансировании через каналы российской разведки, по данным газеты The Telegraph, находятся венгерская националистическая партия «Йоббик», итальянская «Лига Севера», греческая «Золотая Заря», французский «Национальный фронт».
В мае 2016 года британский эксперт по российским спецслужбам Марк Галеотти проанализировал деятельность структур российской внешней разведки, включая ГУ, на Западе в 2014—2016 годах. Общий вывод анализа Галеотти сводится к тому, что до высшего руководства России из-за иерархических бюрократических препон и предпочтительных комфортных ожиданий не доходят ценная информация и аналитические выкладки, собранные российскими военными разведчиками в странах Запада. С этими тенденциями Галеотти связывает ошибочный прогноз Кремля по части консолидированной позиции Запада и длительности антироссийских санкций Евросоюза в связи с аннексией Крыма, возможности дальнейшего удержания Украины в сфере российского влияния и другим актуальным проблемам международной политики.
Ряд СМИ считали операцией ГУ убийство 13 февраля 2004 года в Дохе (Катар) одного из лидеров «Чеченской Республики Ичкерии» Зелимхана Яндарбиева. Факт принадлежности арестованных и затем осуждённых в Катаре «подрывников» к российским спецслужбам признал 26 февраля 2004 года в специальном заявлении, обращённом к властям эмирата, исполняющий обязанности министра иностранных дел РФ Игорь Иванов. В том же году разведчики были освобождены из катарской тюрьмы дипломатическими усилиями и возвращены на родину.
С началом Военной операции России в Сирии в сентябре 2015 года, сотрудники Главного управления обеспечивают успешную работу Воздушно-космических сил в ходе данной операции. Президентом России Владимиром Путиным особо отмечена огромная роль военной разведки в «уничтожении главарей бандитов, баз и инфраструктуры боевиков» и в «точечных, разящих ударах нашей авиации и флота».
По состоянию на 2017 год ни один российский военный разведчик (равно как и разведчиков СВР, за исключением ряда агентов — граждан иностранных государств) не находился под арестом или в заключении за границей России — все они вызволены, обменены или выкуплены, о чём сообщил в интервью телеканалу Россия 24 писатель и историк спецслужб, лауреат Премии Службы внешней разведки Российской Федерации Николай Долгополов.
В ноябре 2017 года стало известно об осуждении в Польше к 7 годам лишения свободы российского гражданина Станислава Шиповского, в течение ряда лет работавшего на военную разведку.
На 2017 год 750 сотрудников военной разведки удостоены званий Героя Советского Союза и Героя России, тысячи награждены орденами и медалями.
В 2018 году в США были выдвинуты официальные обвинения против ряда сотрудников ГУ в связи с получением хакерскими методами информации с компьютеров предвыборного штаба Демократической партии США и попытке повлиять на президентские выборы 2016 года, а также в связи с получением хакерскими методами информации с компьютеров антидопинговых агентств и Спортивного арбитражного суда в связи с обвинениями российских легкоатлетов в массовом применении допинга.
Власти Великобритании утверждают, что отравление бывшего сотрудника российской военной разведки Сергея Скрипаля в марте 2018 года, в результате которого погибла британка Дон Старджесс, осуществили сотрудники ГУ, действовавшие под именами Александр Петров и Руслан Боширов. Ряд СМИ, Минфин США и Совет ЕС по иностранным делам отождествляют Боширова и Петрова с разведчиками ГРУ, Героями России Анатолием Чепигой и Александром Мишкиным.
В апреле 2021 года полиция Чехии объявила Александра Петрова (Мишкина) и Руслана Боширова (Чепигу) в розыск. Чешские власти считают их причастными к осуществлению в 2014 году взрывов на складах боеприпасов на юго-востоке Чехии, приведших к гибели двух человек. На взорвавшихся складах хранились боеприпасы чешской фирмы, занимавшейся поставкой оружия на Украину.

### Санкции
В 2016, 2018 и 2019 годах США и Евросоюз ввели санкции против начальника ГУ ГШ ВС РФ Игоря Костюкова за «действия по подрыву демократии в США», вмешательство в американские выборы 2016 года и причастность к хранению, перевозке и применению отравляющего вещества «Новичок» (4 марта 2018 года в Солсбери).
29 декабря 2016 года США ввели санкции в отношении ГУ ГШ ВС РФ
В июле 2020 года Евросоюз ввёл санкции против Главного центра специальных технологий (ГЦСТ) Главного управления Генштаба ВС России (военная часть 74455). По мнению Евросоюза, ГЦСТ несёт ответственность за ряд кибератак, в том числе атаки, известные как «NotPetya» или «EternalPetya» в июне 2017 года, и атаки на энергосистему Украины зимой 2015 и 2016 годов. Одновременно санкции были введены против четырёх частных лиц, названных сотрудниками ГУ ГШ ВС, за причастность к кибератакам на ОЗХО в апреле 2018 года.
16 декабря 2022 года, на фоне вторжения России на Украину, Евросоюз ввел санкции в отношении ГУ ГШ ВС РФ так как ГУ ГШ «принимает участие в агрессивной войне России против Украины, поэтому несет ответственность за материальную или финансовую поддержку действий, которые подрывали или угрожали территориальной целостности, суверенитету и независимости Украины»
15 сентября 2022 года, США расширили санкции, так как в ходе вторжения на Украину, «Россия проводит систематические „фильтрационные“ операции и насильственную депортацию в контролируемых и удерживаемых Россией районах Украины. ГРУ играет центральную роль в деятельности России по фильтрации и насильственной депортации».
ГУ ГШ ВС РФ также находится в санкционных списках Швейцарии, Канады и Японии

## «Совинформспутник»
ЗАО «Совинформспутник», дата основания — 1991 год. Численность 107 человек. Совинформспутник — организация Главного управления ГШ, в чьи задачи входит продажа несекретных снимков, сделанных разведывательными спутниками ГУ. Получила известность в апреле 2000 года, когда американские журналисты обнаружили среди распространяемых Совинформспутником снимков фотографии сверхсекретной военной базы США, также известной под названием «Зона 51».

## Галерея
- Малая эмблема ГРУ
(с 1997 года)
- Средняя эмблема (нагрудный знак военнослужащих)
- Большая эмблема (нагрудный знак офицеров)
- Нарукавный знак ГРУ (до 2010 года)
- Большая эмблема Новосибирского филиала ОВА ВС России (НВВКУ)

- Главное управление Генерального штаба Вооружённых сил Российской Федерации. День военного разведчика, 5 ноября 2013 года

## Руководители Главного управления
- генерал-полковник Тимохин Евгений Леонидович (ноябрь 1991 — август 1992)
- генерал-полковник Ладыгин Фёдор Иванович (19 августа 1992[51] — май 1997)
- генерал армии Корабельников Валентин Владимирович (май 1997 — апрель 2009)
- генерал-полковник Шляхтуров Александр Васильевич (14 апреля 2009 — 26 декабря 2011)
- генерал-полковник Сергун Игорь Дмитриевич (26 декабря 2011 — 3 января 2016)
- генерал-полковник Коробов Игорь Валентинович (январь 2016 — 21 ноября 2018)[52]
- адмирал Костюков Игорь Олегович (декабрь 2018 — настоящее время)

## Заместители начальника

### Действующие
Первые заместители
- Алексеев Владимир Степанович, генерал-лейтенант (2011 — настоящее время)[53]

Заместители
- Кондрашов, Вячеслав Викторович, генерал-лейтенант (2011 — настоящее время)
- Гизунов Сергей Александрович (2015 — настоящее время)
- Лелин Игорь Викторович, генерал-лейтенант (2014 — настоящее время)[54]

Начальник Военной академии Минобороны России и командующий Силами специальных операций так же являются заместителями начальника Главного управления Генштаба Вооружённых сил Российской Федерации.

### Бывшие
- генерал-полковник Гусев Юрий Александрович — первый заместитель с января 1986 года до гибели в автокатастрофе в 1992 году
- генерал-лейтенант Алексей Геннадьевич Дюмин (2014—2015), командующий Силами специальных операций
- Костюков Игорь Олегович, первый заместитель по декабрь 2018 года, вице-адмирал[53]
- генерал-майор Иванов Юрий Евгеньевич (2006—2010)
- генерал-полковник Измайлов Владимир Макарович — первый заместитель
- генерал-лейтенант Коробов Игорь Валентинович (2016—2018)
- генерал-полковник Костечко Николай Николаевич (?—2009) — первый заместитель
- генерал-майор авиации Соколин Валерий Владимирович
- генерал-лейтенант Шляхтуров Александр Васильевич (?—2009) — первый заместитель
- Молчанов, Григорий Владимирович, начальник информации — заместитель начальника ГУ ГШ